# 錦承線
錦承線（きんしょうせん）は中華人民共和国の国鉄の鉄道路線である。北京鉄路局および瀋陽鉄路局に属し遼寧省錦州市と河北省承徳市を連絡する。全長は447km。

## 概要
当初は北寧線（京哈線）の支線として錦州 - 朝陽間が建設された。その後日本軍により朝陽 - 承徳 - 古北口間の建設が開始され、1938年に全線開業した。この当時は「錦古線」と呼ばれていたが、1945年に日本の敗戦と共に承徳 - 古北口間が廃止され、「錦承線」に改称された。

## 他路線との接続
- 錦州駅：瀋山線
- 義県駅：新義線
- 北票南駅：北票線
- 朝陽駅：朝馬線
- 葉柏寿駅：葉赤線
- 魏杖子駅：魏塔線
- 小寺溝駅：遵小線
- 上板城駅：京承線

## 歴史
- 1921年4月：錦州駅 -北票駅間の建設開始。
- 1924年12月：「錦朝線」として開業した。
- 1933年2月：金嶺寺（現：北票南駅） - 凌源駅の建設開始。
- 1933年10月：凌源駅 - 平泉駅間の建設開始。
- 1934年4月28日：平泉駅 - 承徳駅間の建設開始。
- 1936年6月16日：錦州駅 - 承徳駅間が全線開通して「錦承線」に改称された[1]。
- 1938年11月：承徳駅 - 古北口間が開通し、「錦古線」に改称された。
- 1945年：日本の敗戦および国民党軍の補給路遮断のために共産党軍によって古北口 - 承徳間が廃止された。
- 1953年：京承線建設のための測量開始。承徳 - 古北口の旧線は大坡道 - 拉海嶺間の連続四段スイッチバックが非常に非効率であることから、新線を作り直すことになった。
- 1960年：承徳 - 古北口間が新線が開通し、京承線として開業した。